# Roverandom
Roverandom är en bok av J.R.R. Tolkien, publicerad 1998. Den handlar om den unga hunden Rovers äventyr. I berättelsen förvandlar en retlig trollkarl Rover till en leksak, varpå Rover far till månen och genom havet för att få tag på trollkarlen, så att han kan återfå sin vanliga hundform. Tolkien skrev Roverandom 1925 för att muntra upp sonen Michael Tolkien, som hade förlorat sin favoritleksak – en liten blyhund. Verket har tonen av en barnbok men innehåller många allusioner och anspelningar i stil med Gillis Bonde från Ham. Efter framgången med Bilbo – En hobbits äventyr sändes Roverandom 1937 till förlaget, men det dröjde över sextio år innan den publicerades år 1998.